# 威尼斯和约
威尼斯和约是1177年教宗亚历山大三世及其意大利北部盟友伦巴第同盟与神圣罗马帝国腓特烈一世所缔结的和约，腓特烈一世承认教宗对教皇国的统治权，作为交换，亚历山大承认皇帝对帝国教会的控制权。和约签订于莱尼亚诺战役神圣罗马帝国战败之后。
腓特烈一世承认亚历山大为合法教宗，也就否认了先前自己拥立的对立教宗帕斯卡尔三世，也就不能承认帕斯卡尔三世主持的皇后加冕礼合法，这导致他的妻子贝亚特丽丝皇后失去皇后称号。和约还规定，如果腓特烈一世驾崩，神圣罗马帝国由幼主继位，则作为摄政太后实际掌权的贝亚特丽丝仍然要遵守和约（事实上贝亚特丽丝比腓特烈一世先去世）。